# Buick LeSabre

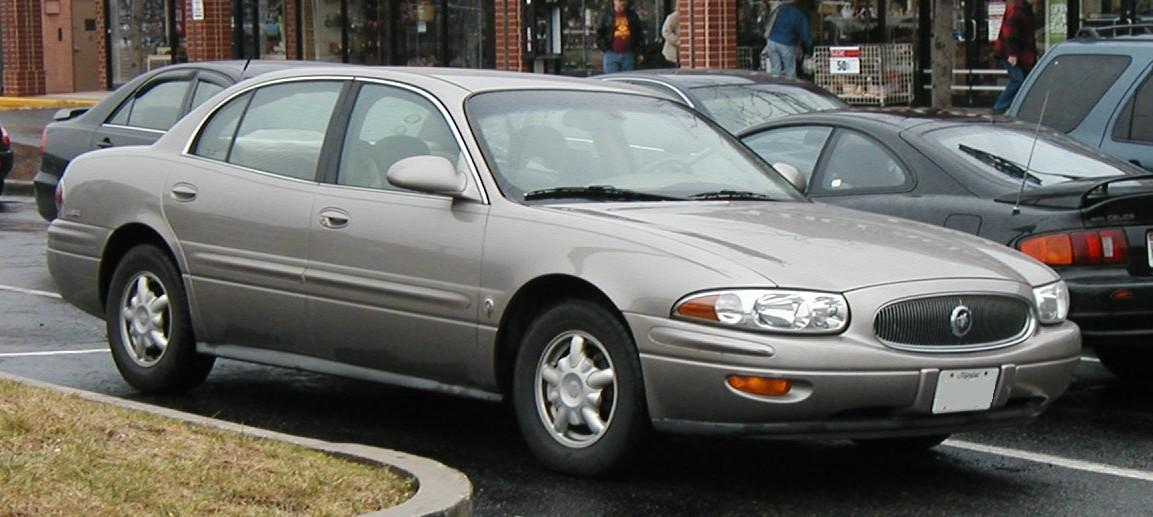
Buick LeSabre del 2000-2005

El Buick LeSabre va ser un cotxe full size fabricat per Buick, una divisió de General Motors els anys 1959-2005. Durant molts anys el LeSabre va ser considerat com el cotxe d'entrada dels full size de Buick. El 1959 el LeSabre substitueix al Buick Special, que el 1961 tornarà però com a mid size.
El LeSabre ha tingut el títol de "America's Best-Selling Full-Size Car" fins al seu final de producció. Durant les 4 dècades en què ha estat al mercat, el model de Buick ha tingut unes vendes totals de 6.000.000 de LeSabres.

## Història

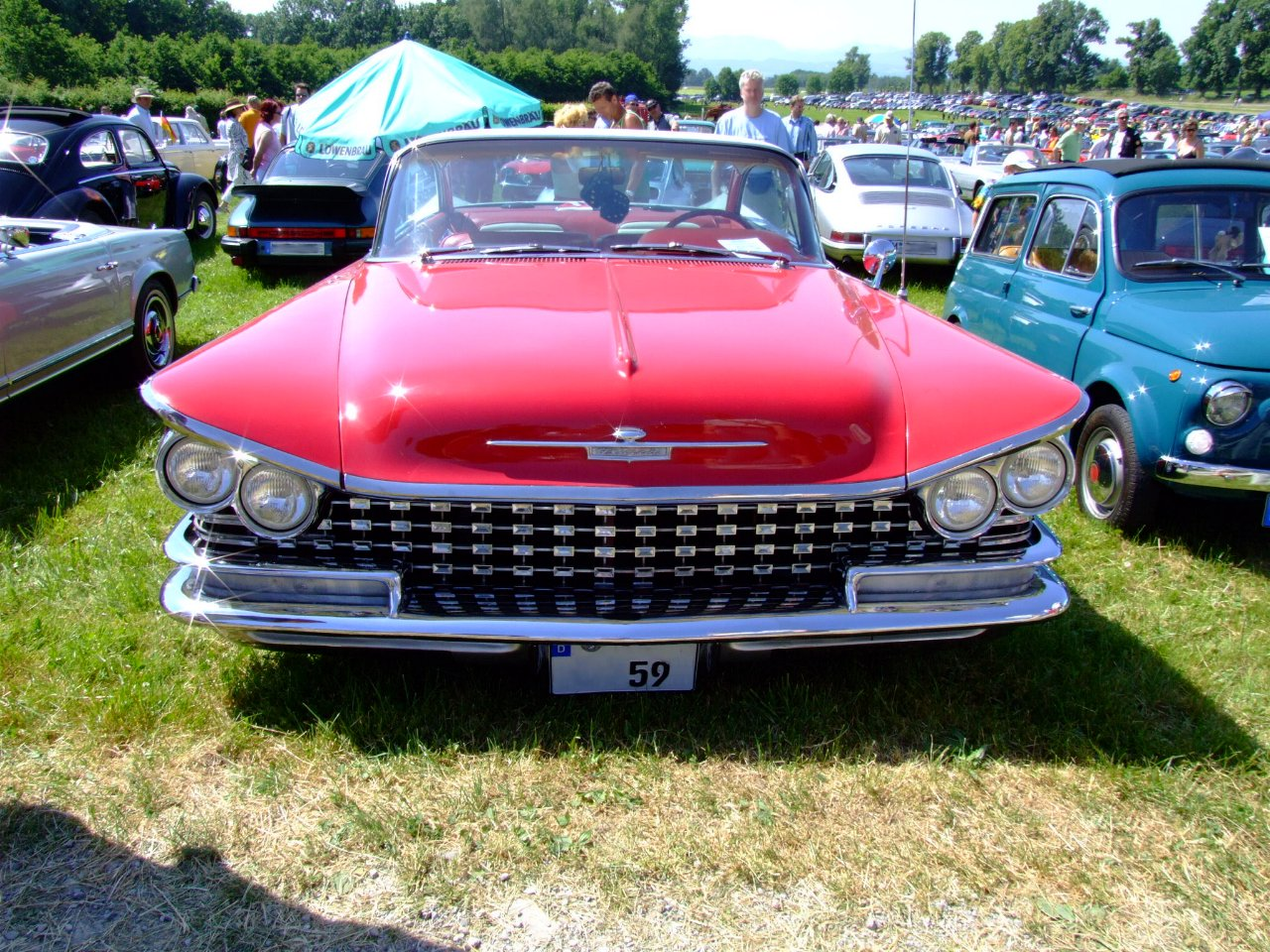
Buick LeSabre del 1959

La primera vegada en què va sortir el nom de LeSabre va ser en el Motorama show car el 1951. Dissenyat per l'estudi de disseny Harley J. Earl, tenia un disseny espectacular, inspirat en un avió tipus "jet fighter", i un motor capaç de funcionar amb gasolina i alcohol i un sistema sensible a la pluja, que posa la capota del vehicle automàticament.
El 1959 va començar a produir-se. En inici va oferir-se en una línia completa de diferents carrosseries, excepte la versió familiar que durant el 1965-1969 no va oferir-se. El 1977 el LeSabre va disminuir la seva mida com també altres full size de General Motors, i va oferir-se únicament en carrosseria coupe, sedan i familiar.
El LeSabre va ser el full size de Buick de més èxit al mercat i el que ha durat més temps al mercat dels altres models full size que el 1959 van presentar-se (com el Buick Electra, Buick Invicta i Buick Electra 225).
Des del 1959 al 1961 el LeSabre equipa motors 6.0L (364 in³) Nailhead V8 de 250 cv i 235 cv "econòmic", amb una versió 300 cv de majors prestacions. A partir del 1962-63 s'ofereix un motor 6.6 (401 in³) Nailhead V8 de 280 cv i 260 cv "econòmic" i estrena una plataforma B de GM.

## Tercera generació (1965-1970)
A partir del 1965 es presenta la tercera generació. Disponible amb dos acabats, el base, el "custom" que té un acabat més luxós i el "400". La versió familiar "Estate Wagon" no s'ofereix. La gamma la forma una versió 2 portes descapotable i sostre dur, i una de 4 portes de sostre dur. Mecànicament s'ofereix un ampli assortit de motors 7.5L (455 in³) Nailhead V8 i 4.9L (300 in³), 5.6L (340 in³) i 5.7L (350 in³) Small-Block V8. I de caixes de canvi, a part de ser automàtiques, una de 2 velocitats Super Turbine ST-300 i dos de 3 velocitats ST-400 i TH-350, aquestes 2 últimes equipades en les versions més potents del Buick, ja que la seva competència ofereixen aquest tipus de transmissions, com el Chrysler Newport i la seva TorqueFlite i Mercury Monterey amb la Cruise-O-Matic.
El 1970 desapareix el paquet "400" i la TH-350 substitueix a la Super Turbine ST-300 en la mecànica 5.7L.

## Quarta generació (1971-1976)
A la quarta generació, es fa un restyling a fons. Els motors 7.5L (455 in³) Nailhead V8 i 5.7L (350 in³) Small-Block V8 però de menor potència. A mig any la Turbo-Hydramatic, direcció assistida i frens de disc davanters van esdevenir estàndard en tots els LeSabre i seguiran formant part d'aquest acabat fins al 2005.
El 1973 la versió descapotable desapareix. El 1974 s'ofereix un "paquet de prestacions" que inclou el 7.5L i suspensions actualitzades; també s'ofereix de nou la versió descapotable.
Amb la crisi del petroli GM va buscar oferir motors més econòmics. El 1976 Buick esdevé el primer full size car en oferir un motor de 6 cilindres, 3.8L (231 in³) Buick V6. A partir del mateix any els motors V8 s'oferiran en opció en l'acabat base i el 5.7L va ser el base a l'acabat "custom" amb opció del 7.5L.

## Cinquena generació (1977-1985)

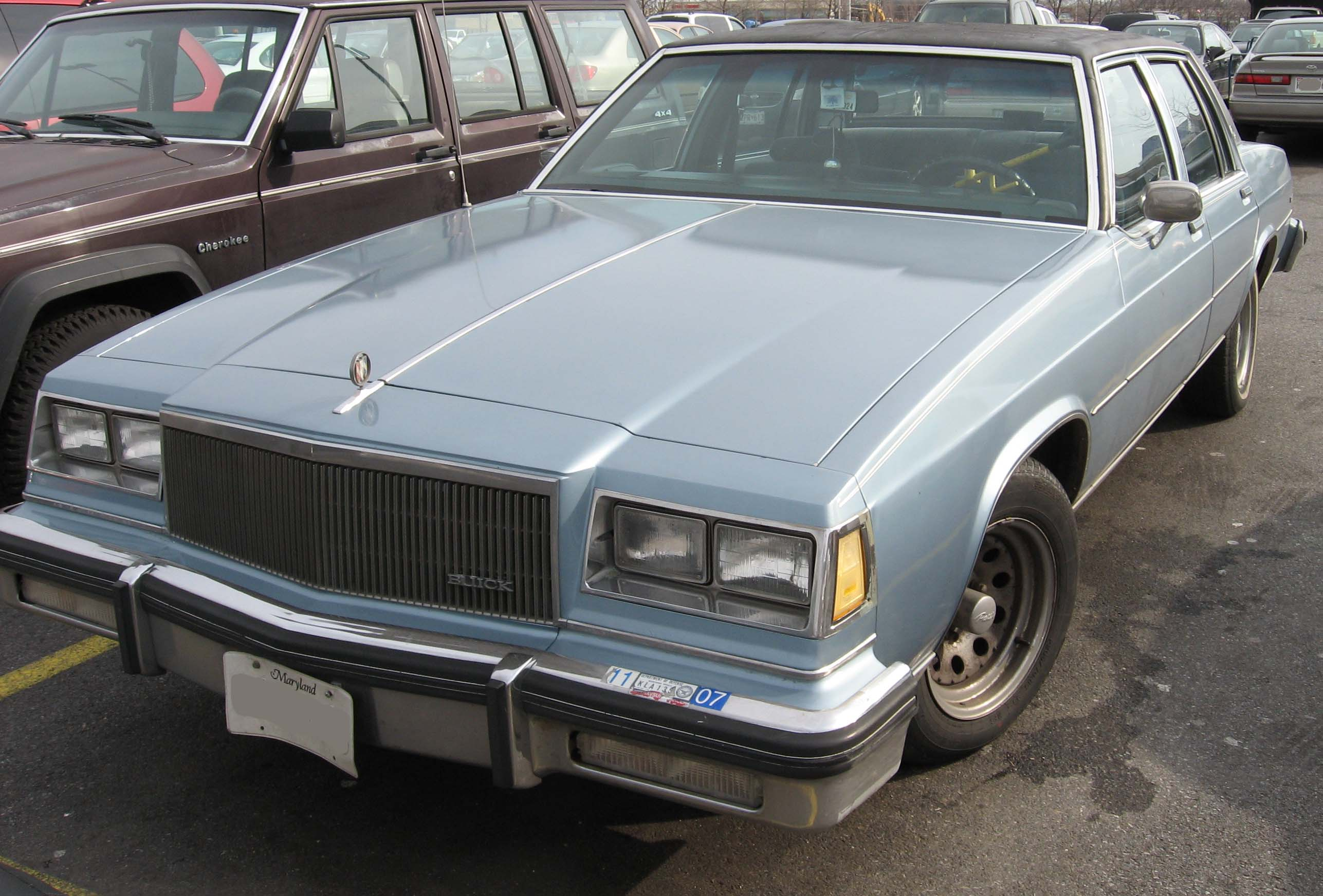
Buick LeSabre del 1977-1985

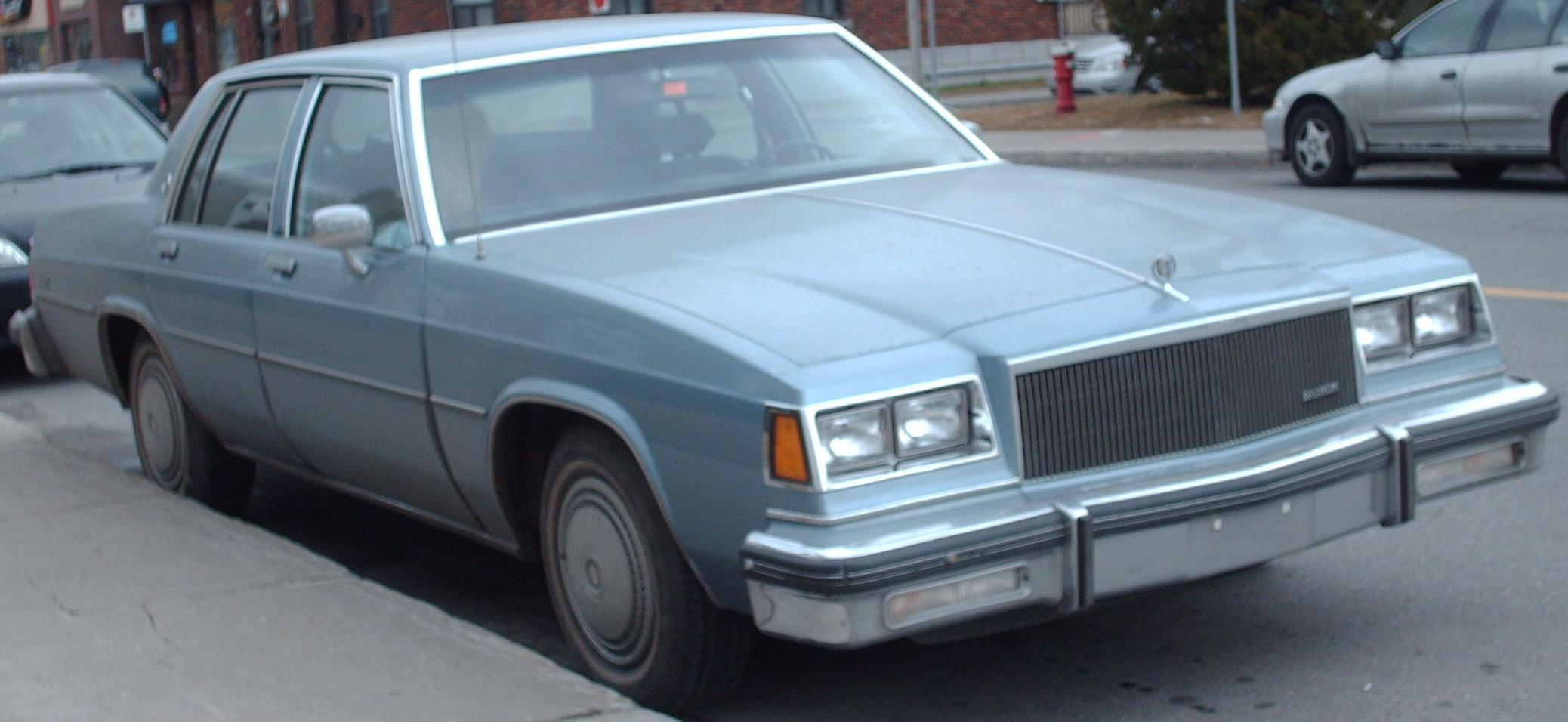
Buick LeSabre del 1977-1985

El 1977 es presenta la cinquena generació, que segueix usant la mateixa plataforma però les mides retallades. De 1978 a 1980 el LeSabre coupe equipa el 3.8L amb turbocompressor "Super Coupe".
El 1979 el LeSabre "Custom" va ser substituït pel "Limited" i un altre "Strato" amb consola central, van ser disponibles per la versió coupe.
A partir del 1980 GM ja no va oferir més V8 fabricats per Buick; només produirà el Buick V6. Els motors V6 i V8 els fabriquen Chevrolet i els V8 per a cotxes de major luxe els fabricaran Cadillac i Oldsmobile. Això vol dir que a partir del 1981 els Buick amb motor V8 seran motors Oldsmobile.
La versió "Sport Coupe" va ser suprimida degut a les baixes vendes d'aquesta. Fins al 1985 s'oferiran:
- 3.8L (231 in³) Buick V6
- 4.1L (252 in³) Buick V6
- 4.9L (301 in³) Pontiac V8
- 5.0L (307 in³) Oldsmobile V8
- 5.7L (350 in³) Small-Block V8
- 5.7L (350 in³) Oldsmobile Diesel V8
- 6.6L (403 in³) Oldsmobile V8

La transmissió Turbo-Hydramatic de 3 velocitats va oferir-se als V6 i V8 dièsel. La THM200-4R de 4 velocitats s'ofereix en les versions V8 per millorar el consum en autopista.

## Sisena generació (1986-1991)

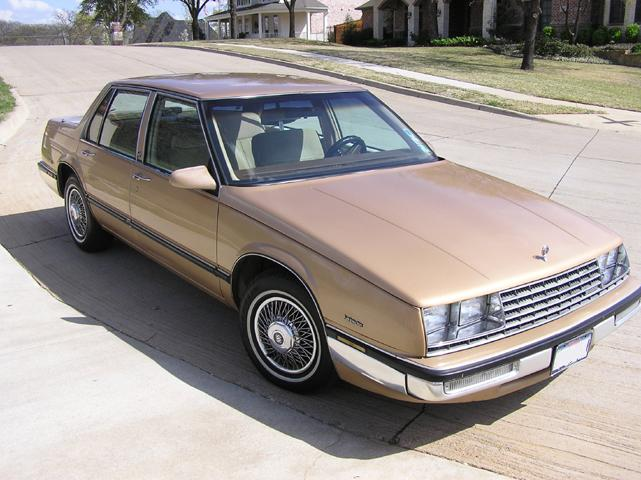
Buick LeSabre del 1986

Per al 1986 el LeSabre estrena nou xassís, l'H de GM i abandona l'anterior B de GM, que compartia amb el Oldsmobile 88 i el Pontiac Bonneville (aquests últims, també adopten aquest nou xassís). Tots els LeSabre fins al 2005 equiparan el mateix motor 3.8L (231 in³) Buick V6 de 165 cv per aquest model i la caixa de canvi serà una automàtica de 4 velocitats 4T60. El 1986 va haver-hi un LeSabre Grand National seguit amb un LeSabre "T/Type" el 1987-89. El 1990 el "T/Type" desapareix per les poques vendes i perquè GM vol donar-li a Buick la imatge de "Premium American Motorcars" (cotxes de segment premium).
A principis de 1989 el LeSabre rep un reconeixement de J.D Power and Associates com un dels cotxes més ben valorats pels automobilistes i en satisfacció del client respecte de la qualitat i fiabilitat del model.

## Setena generació (1992-1999)

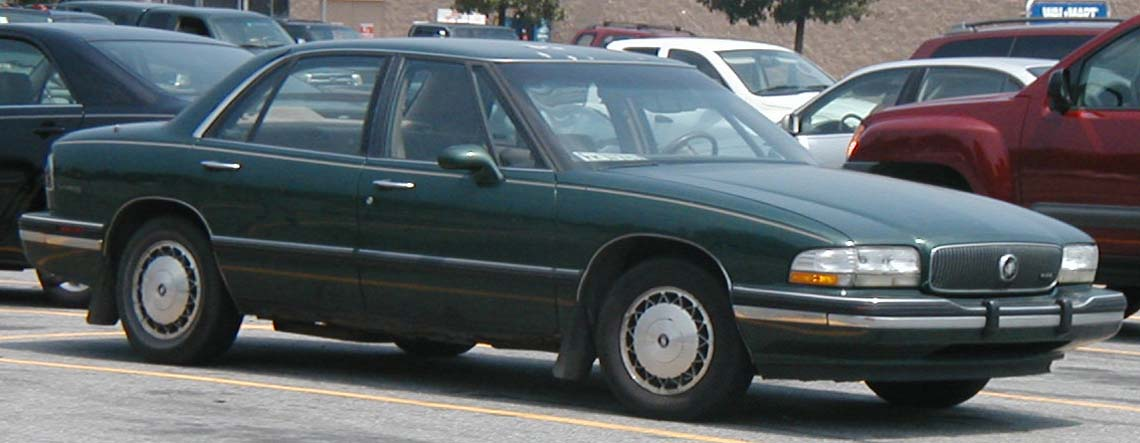
Buick LeSabre del 1992-1999

En aquesta nova generació, el LeSabre rep un redisseny de nou, prenent com a referència el Buick Park Avenue del 1991. Aquest cop el LeSabre només era disponible amb una versió sedan de 4 portes. Segueix equipant el 3.8L 3800 V6 Sèrie I de 170 cv. Amb el pes de 1593 kg, el LeSabre opté uns consums de 18/27 mpg (13,1 l/100 km i 8,4 l/100 km en ciutat i autopista). Cobria 0-60 mph (97 km/h) en 8,9 s, el quart de milla en 16,9 s a 80 mph (129 km/h) i la velocitat màxima era de 107 mph (172 km/h).
S'oferia amb 2 nivells d'acabats: el "Custom", que era l'equip base i el "Limited" que era l'acabat més luxós. Sobre les caixes de canvi, podia elegir-se entre aquestes automàtiques de 4 velocitats 4T60-E i 4T65-E.
El model de 1996 equipa una nova versió del 3.8L 3800 V6 Sèrie II de 205 cv i uns de 19/29 mpg (12,37 l/100 km i 8,11 l/100 km en ciutat i autopista).

## Vuitena generació (2000-2005)

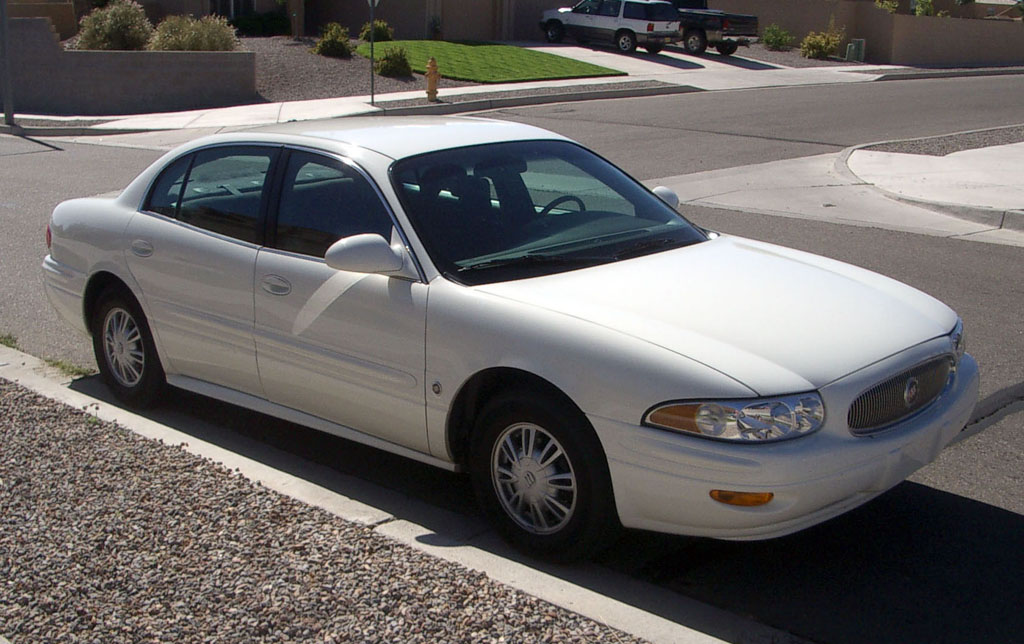
Buick LeSabre del 2000-2005

Presentat el 1999 com a model de l'any 2000, segueix usant el xassís H de GM. Mecànicament és el mateix motor que l'anterior generació i la transmissió és la 4T65-E. Segueix oferint els mateixos nivells d'acabats "Custom" i "Limited", però el 2003 s'ofereix el "Celebration Edition" en reconeixement del centenari de Buick i destaca per oferir-se en 2 colors (Crimson Pearl i White Diamond), graella específica, llantes de 16" cromades i un acabat especial.
El LeSabre ha tingut el títol de "America's Best-Selling Full-Size Car" fins al seu final, el 2005 quan va ser substituït pel Buick Lucerne.
Consumer Guide atorga el premi "Best Buy" al LeSabre del 2000-2005. La NHTSA atorga 4 estrelles al conductor i 5 estrelles al passatger en el test de xoc frontal.